# Алту-Бела-Виста
Алту-Бела-Виста (порт. Alto Bela Vista)  —  муниципалитет в Бразилии, входит в штат Санта-Катарина. Составная часть мезорегиона Запад штата Санта-Катарина. Входит в экономико-статистический  микрорегион Конкордия. Население составляет 1831 человек на 2006 год. Занимает площадь 103,592 км². Плотность населения — 17,7 чел./км².

## Статистика
- Валовой внутренний продукт на 2003 составляет 32.333.858,00 реалов (данные: Бразильский институт географии и статистики).
- Валовой внутренний продукт на душу населения на 2003 составляет 16.547,52 реалов (данные: Бразильский институт географии и статистики).
- Индекс развития человеческого потенциала на 2000 составляет 0,795 (данные: Программа развития ООН).